# Baby Pluto
Baby Pluto è un brano musicale del rapper statunitense Lil Uzi Vert pubblicato il 6 marzo 2020 e contenuto nel suo secondo album in studio, Eternal Atake.

## Descrizione
Il brano, prima traccia dell'album, è stato prodotto da Brandon Finessin, Bugz Ronin, Cousin Vinny e Ike Beatz. È stato composto in chiave Si bemolle minore con un tempo di 160 battiti per minuto.

## Classifiche
| Classifica (2020) | Posizione massima |
| ----------------- | ----------------- |
| Australia         | 48                |
| Canada            | 13                |
| Nuova Zelanda     | 3                 |
| Paesi Bassi       | 77                |
| Regno Unito       | 36                |
| Stati Uniti       | 6                 |